# Zeynep Tüfekçi
Zeynep Tüfekçi est une sociologue américano-turque spécialiste des technologies de l'information et de la communication. Elle est professeure à l'université de Caroline du Nord à Chapel Hill. Elle est connue pour ses travaux sur l'impact social des réseaux sociaux.

## Biographie
Elle contribue comme éditorialiste au New York Times.

## Publications
- Zeynep Tüfekçi, Twitter and tear gas: the power and fragility of networked protest, Yale University Press, 2017

traduction en français et édition française : Zeynep Tüfekçi, Anne Lemoine (trad.), Twitter et les gaz lacrymogènes : forces et fragilités de la contestation connectée, Caen, C&F Éditions, coll. « Société numérique », 428 p., 2019  (ISBN 978-2-915825-95-4)